# Vynohradiv
Vynohradiv (em ucraniano:  Виноградів, em romeno:  Seleușu Mare, em húngaro:  Nagyszőlős) é uma cidade da Ucrânia, situada no Oblast da Transcarpátia. Tem 32,09 km² de área e sua população em 2020 foi estimada em 25.395 habitantes.